# آتش‌سوزی ۲۰۱۸ کمروف
آتش‌سوزی ۲۰۱۸ کمروف شب یکشنبه ۲۵ مارس در یک مرکز خرید در شهر کمروف، واقع در غرب سیبری روسیه رخ داد. این آتش‌سوزی دست‌کم ۶۰ کشته برجای گذاشت که بیشتر جان باختگان کودک هستند.

## شرح رخداد
شب یکشنبه ۲۵ مارس ۲۰۱۸ آتش‌سوزی از طبقه چهارم ساختمان یک مرکز خرید در بخش تفریحی ساختمان که سینمایی در آن قرار دارد در شهر «کمروف»، در غرب سیبری روسیه آغاز شد و به سرعت گسترش یافت و باعث فروریختن سقف شد. بیش از هزار متر مربع از فضای مرکز بازرگانی دچار این آتش‌سوزی شده‌است. این مرکز تجاری مجهز به سونا، چندین سالن سینما، یک سالن بولینگ و شمار بسیاری رستوران است که روزهای یکشنبه جمعیت زیادی از ساکنان شهر را به سوی خود جذب می‌کرد.
شهر کمروف در ۳۶۰۰ کیلومتری شرق مسکو، یکی از مراکز تولید زغال سنگ روسیه قرار دارد.

## تلفات
در این حادثه آتش‌سوزی دست‌کم ۶۰ نفر قربانی شده‌اند که تعداد زیادی از آنها کودک هستند. تعدادی از مردم نیز هنگام فرار به‌دلیل بسته بودن مسیرهای اضطراری خود را از پنجره طبقه چهارم به بیرون پرت کرده‌اند.
تعداد مفقودین و زخمی‌ها مشخص نیست.

## واکنش‌ها
- ولادیمیر پوچکوف، وزیر حوادث غیر مترقبه روسیه، شبانه عازم محل حادثه در شهر کمروف شد.